# Шљивовик (Бела Паланка)
Шљивовик је насеље у Србији у општини Бела Паланка у Пиротском округу. Према попису из 2022. било је 68 становника (према попису из 1991. било је 391 становника).
Насеље се налази у подножју Шљивовичког виса.

## Демографија
У насељу Шљивовик живи 67 пунолетних становника, а просечна старост становништва износи 68,0 година (65,9 код мушкараца и 71,1 код жена). У насељу има 41 домаћинство, а просечан број чланова по домаћинству је 1,66.
Ово насеље је великим делом насељено Србима (према попису из 2002. године), а у последња три пописа, примећен је пад у броју становника.
|  |

| Демографија | Демографија | Демографија |
| Година      | Становника  | Становника  |
| ----------- | ----------- | ----------- |
| 1948.       | 1.122       |             |
| 1953.       | 1.155       |             |
| 1961.       | 1.009       |             |
| 1971.       | 818         |             |
| 1981.       | 552         |             |
| 1991.       | 391         | 387         |
| 2002.       | 263         | 267         |
| 2011.       | 128         |             |
| 2013.       | 105         |             |
| 2022.       | 68          |             |

| Етнички састав према попису из 2002.‍ | Етнички састав према попису из 2002.‍ | Етнички састав према попису из 2002.‍ | Етнички састав према попису из 2002.‍ | Етнички састав према попису из 2002.‍ |
| ------------------------------------ | ------------------------------------ | ------------------------------------ | ------------------------------------ | ------------------------------------ |
|                                      |                                      |                                      |                                      |                                      |
| Срби                                 | Срби                                 |                                      | 260                                  | 98,85%                               |
| Македонци                            | Македонци                            |                                      | 1                                    | 0,38%                                |
| непознато                            | непознато                            |                                      | 2                                    | 0,76%                                |

| Година пописа     | 1948. | 1953. | 1961. | 1971. | 1981. | 1991. | 2002. |
| ----------------- | ----- | ----- | ----- | ----- | ----- | ----- | ----- |
| Број домаћинстава | 174   | 192   | 198   | 200   | 200   | 164   | 126   |

| Број чланова      | 1  | 2  | 3  | 4 | 5 | 6 | 7 | 8 | 9 | 10 и више | Просек |
| ----------------- | -- | -- | -- | - | - | - | - | - | - | --------- | ------ |
| Број домаћинстава | 34 | 68 | 13 | 8 | 0 | 1 | 1 | 0 | 1 | 0         | 2,09   |

| Пол    | Укупно | Неожењен/Неудата | Ожењен/Удата | Удовац/Удовица | Разведен/Разведена | Непознато |
| ------ | ------ | ---------------- | ------------ | -------------- | ------------------ | --------- |
| Мушки  | 127    | 18               | 90           | 16             | 3                  | 0         |
| Женски | 130    | 9                | 89           | 31             | 1                  | 0         |
| УКУПНО | 257    | 27               | 179          | 47             | 4                  | 0         |

| Пол    | Укупно                    | Пољопривреда, лов и шумарство | Рибарство                            | Вађење руде и камена | Прерађивачка индустрија       |
| ------ | ------------------------- | ----------------------------- | ------------------------------------ | -------------------- | ----------------------------- |
| Мушки  | 45                        | 34                            | 0                                    | 0                    | 4                             |
| Женски | 21                        | 19                            | 0                                    | 0                    | 1                             |
| УКУПНО | 66                        | 53                            | 0                                    | 0                    | 5                             |
| Пол    | Производња и снабдевање   | Грађевинарство                | Трговина                             | Хотели и ресторани   | Саобраћај, складиштење и везе |
| Мушки  | 0                         | 3                             | 1                                    | 0                    | 1                             |
| Женски | 0                         | 0                             | 0                                    | 1                    | 0                             |
| УКУПНО | 0                         | 3                             | 1                                    | 1                    | 1                             |
| Пол    | Финансијско посредовање   | Некретнине                    | Државна управа и одбрана             | Образовање           | Здравствени и социјални рад   |
| Мушки  | 0                         | 0                             | 0                                    | 1                    | 0                             |
| Женски | 0                         | 0                             | 0                                    | 0                    | 0                             |
| УКУПНО | 0                         | 0                             | 0                                    | 1                    | 0                             |
| Пол    | Остале услужне активности | Приватна домаћинства          | Екстериторијалне организације и тела | Непознато            | Непознато                     |
| Мушки  | 0                         | 0                             | 0                                    | 1                    | 1                             |
| Женски | 0                         | 0                             | 0                                    | 0                    | 0                             |
| УКУПНО | 0                         | 0                             | 0                                    | 1                    | 1                             |